# ديزج جمشيد خان
ديزج جمشيد خان هي قرية في مقاطعة خوي، إيران. يقدر عدد سكانها بـ 387 نسمة بحسب إحصاء 2016.